# Національний центр кінокультури Польщі
Національний центр кінокультури Польщі (пол. Narodowe Centrum Kultury Filmowej, NCKF)  — багатофункціональна культурна інституція, розташована у місті Лодзь, Польща. Установа функціонує під спільним управлінням муніципальної влади Лодзі та Міністерства культури та національної спадщини Республіки Польща.
Центр поєднує функції музею, архіву, культурно-освітнього осередку, конференц-центру та кінотеатру. Його основною місією є популяризація знань про кіномистецтво, а також здійснення освітньої діяльності у сфері кіно та аудіовізуальної культури.
Постійна виставка Національного центру кінокультури є найбільшою експозицією, присвяченою польському кінематографу, й охоплює понад 120 років історії національного кіно.

## Історія
13 липня 2015 року Міністерство культури та національної спадщини Республіки Польща та муніципалітет міста Лодзь підписали лист про наміри щодо спільного управління новим культурним закладом, присвяченим кіномистецтву. Ініціатива була зумовлена кінематографічною традицією Лодзі як одного з центрів польської кіноіндустрії.
30 вересня 2015 року між сторонами було укладено офіційну угоду про створення нової інституції — Національного центру кінокультури (NCKF). Того ж року на посаду директора Центру було призначено Рафала Шишку.
Установа розпочала свою діяльність 13 жовтня 2023 року. Вона розташована в історичному комплексі EC1 Лодзь – Місто культури за адресою вул. Targowa 1/3 у Лодзі.

## Виставки
У штаб-квартирі Центру проводяться постійні виставки:
- «Кіно Полонія» – представляє історію польського кінематографа з межі XIX та XX століть до наших днів
- «Справа кіно» – презентація процесу створення фільму
- «Механічне око» (у процесі розробки) – має на меті представити розвиток кінотехнік

### Кінотеатр «Полонія»

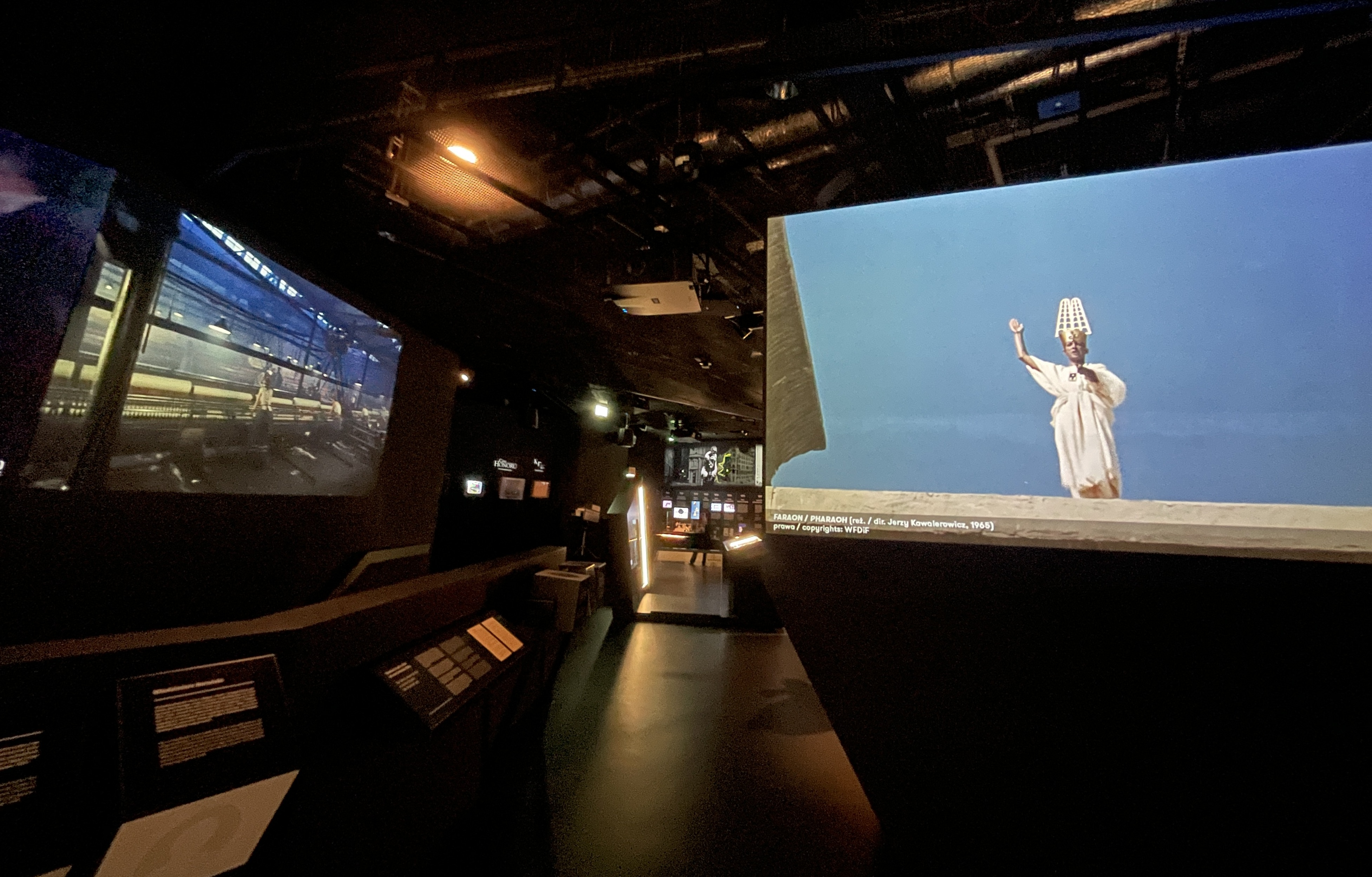
центр кіно, виставка Kino Polonia

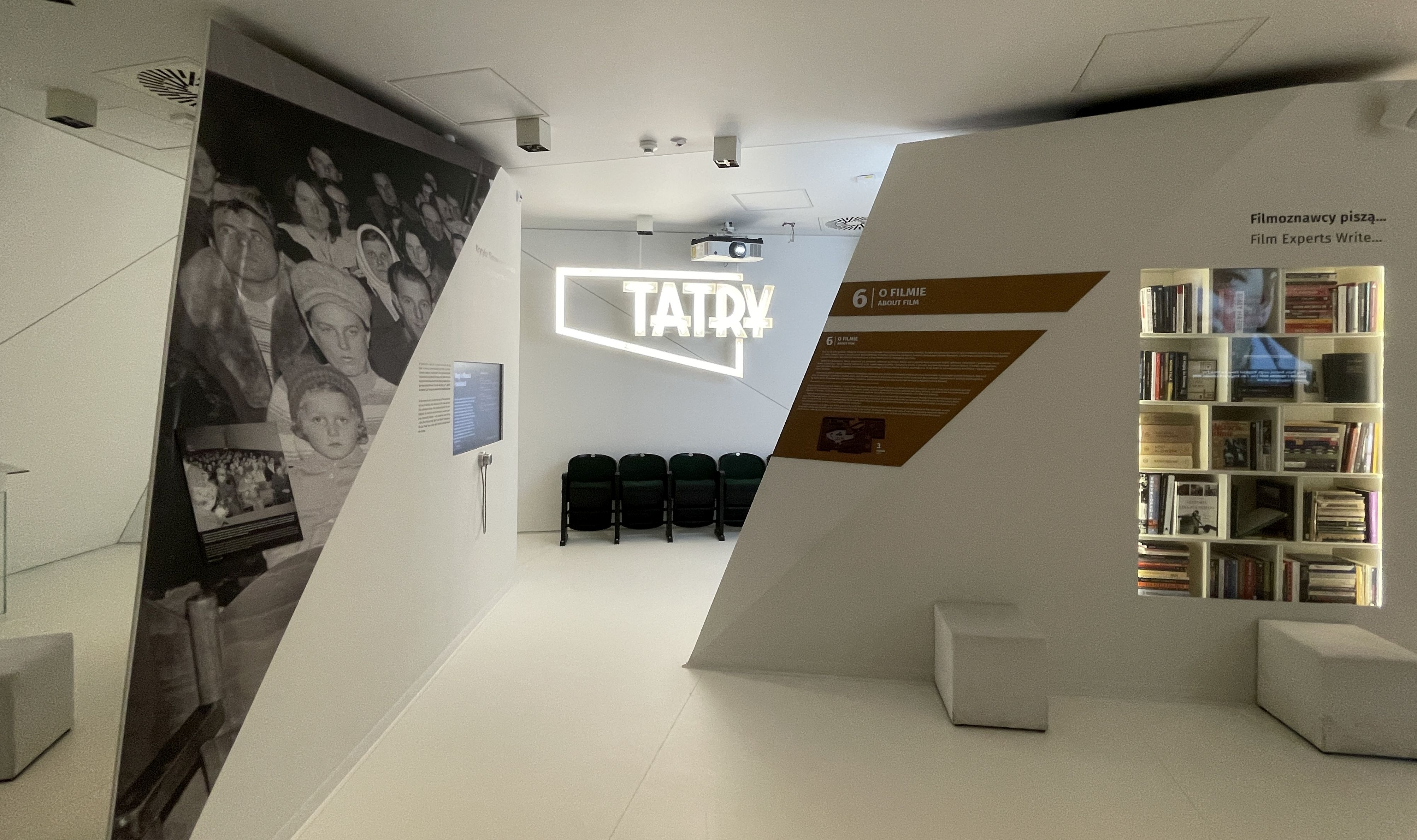
Центр кіно, виставка Kino Polonia

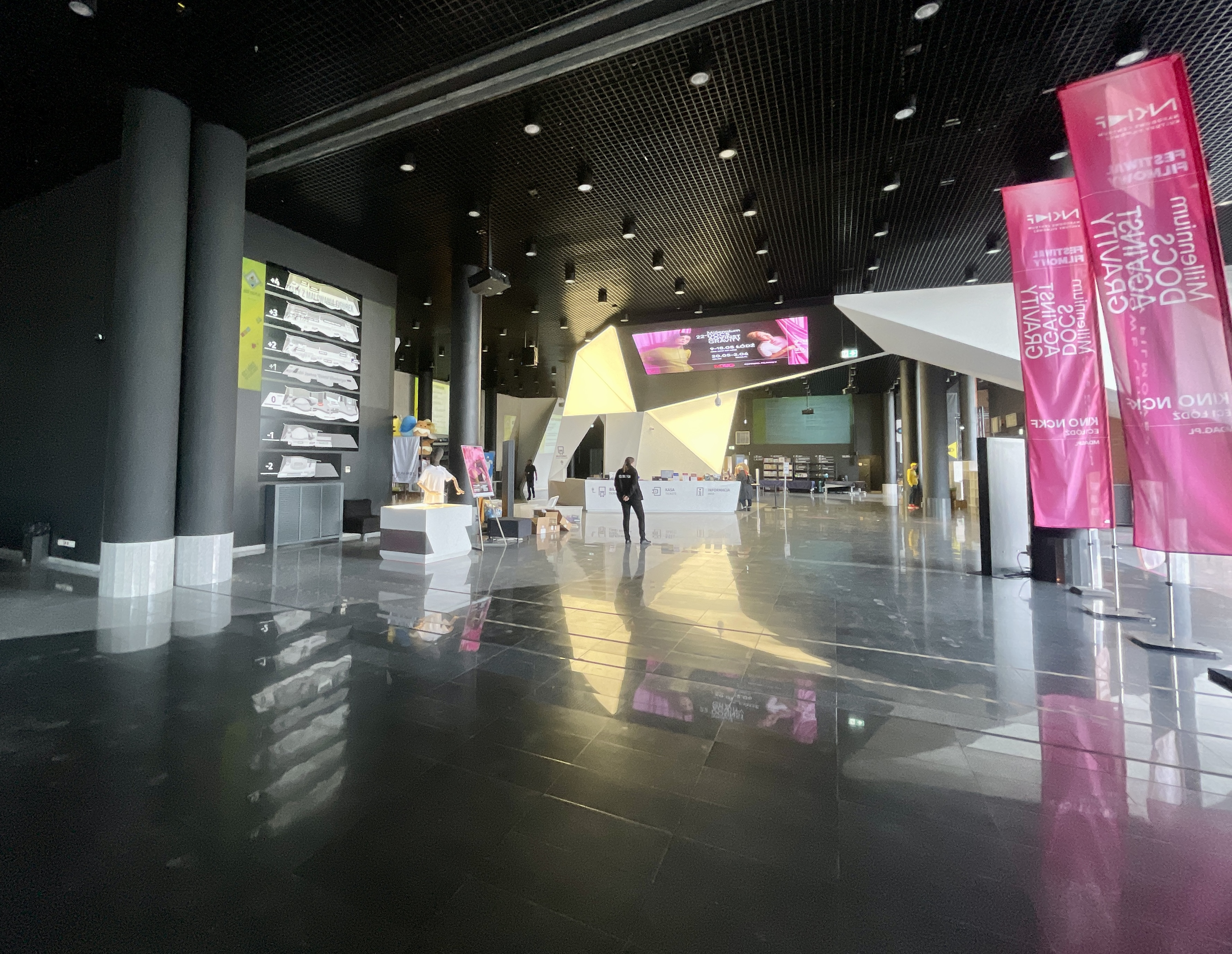
Центр кіно, фойє

«Кіно Полонія» (Kino Polonia) — головна постійна експозиція Національного центру кінокультури в Лодзі, відкрита у 2023 році. Вона є найбільшою в Польщі виставкою, присвяченою історії національного кінематографа, охоплюючи понад 120 років розвитку польського кіно.
Експозиція розміщена на трьох поверхах будівлі Центру, загальна площа якої становить 1500 м². Виставка демонструє еволюцію польського кіномистецтва за допомогою сучасних мультимедійних засобів, включаючи десятки спеціально підготовлених відеопроекцій, уривків із телевізійних передач, анімацій, сенсорних панелей, макетів, графічних рішень та аудіосупроводу.
В оформленні експозиції домінують чорно-білі кольори, що акцентують увагу на кінопроекціях як центральному елементі виставки. Колекція містить сотні автентичних об'єктів, пов’язаних з історією польського кіно, зокрема кіноафіші, кінокамери, проектори, костюми, реквізит, а також виробничу документацію.